# Pasmo Klonowskie

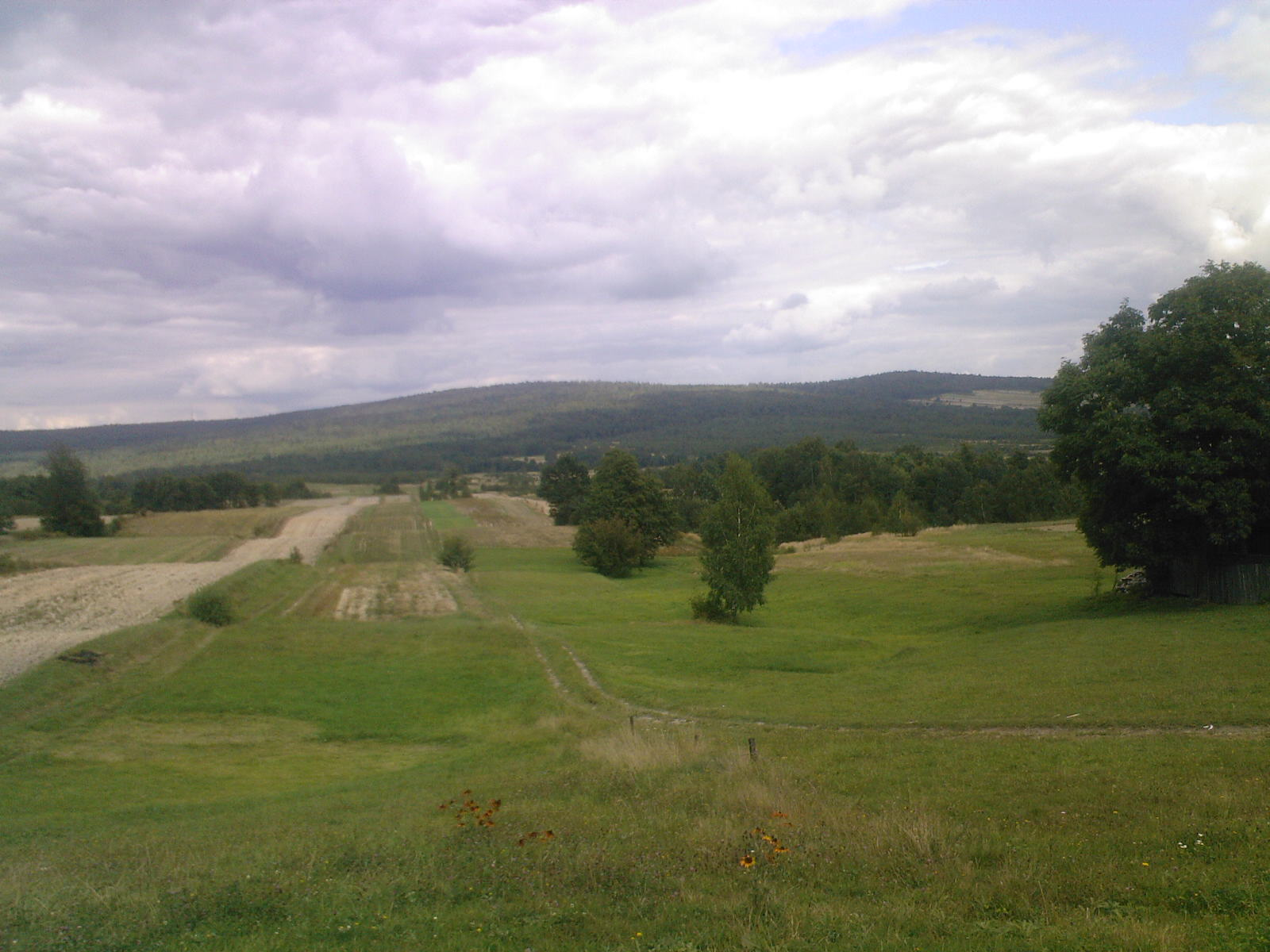
Barcza, widok ze wsi Masłów

Pasmo Klonowskie – pasmo Gór Świętokrzyskich. Rozciąga się od Zagnańska w dolinie Bobrzy na zachodzie, po okolice Bodzentyna na wschodzie. Zbudowane głównie z piaskowców i kwarcytów dewońskich. Niemal w całości porośnięte lasem jodłowo-bukowym.
Przez pasmo przebiega żółty szlak turystyczny z Barczy na Bukową Górę oraz zielony szlak turystyczny ze Starachowic do Łącznej.

## Główne szczyty
- Barcza – 465 m n.p.m.
- Czostek – 429 m n.p.m.
- Bukowa Góra – 484 m n.p.m.
- Psarska Góra – 415 m n.p.m.
- Miejska Góra – 426 m n.p.m.
- Góra Chełm – 399 m n.p.m.